# گاستوا الیاس
 گاستوا الیاس (انگلیسی: Gastão Elias؛ زادهٔ ۲۴ نوامبر ۱۹۹۰) یک تنیس‌باز اهل پرتغال است. 